# Jakovlev Jak-24
Jakovlev Jak-24 (kód NATO "Horse") byl sovětský vrtulník se dvěma protiběžnými motory v tandemovém uspořádání přezdívaný jako „létající vagón“. První prototyp vzlétl 3. července roku 1952, vrtulník byl sériově vyráběn v letech 1954 – 1961. Jak-24 měl velký nákladní prostor dlouhý 10 metrů, který byl schopen pojmout 40 vojáků s plnou polní nebo terénní vozy a jinou menší techniku. Údaje o počtu vyrobených kusů se liší, pohybují se v rozmezí od 40 do 100 kusů.

## Verze vrtulníku
- Jak-24 – první verze vrtulníku používaná zejména v armádě jako nákladní a výsadková.
- Jak-24U – létající jeřáb
- Jak-24A – verze pro přepravu cestujících
- Jak-24K – luxusní úprava pro 8 cestujících
- Jak-24P – verze s novými turbínovými motory, pouze v prototypu

## Specifikace

### Technické údaje

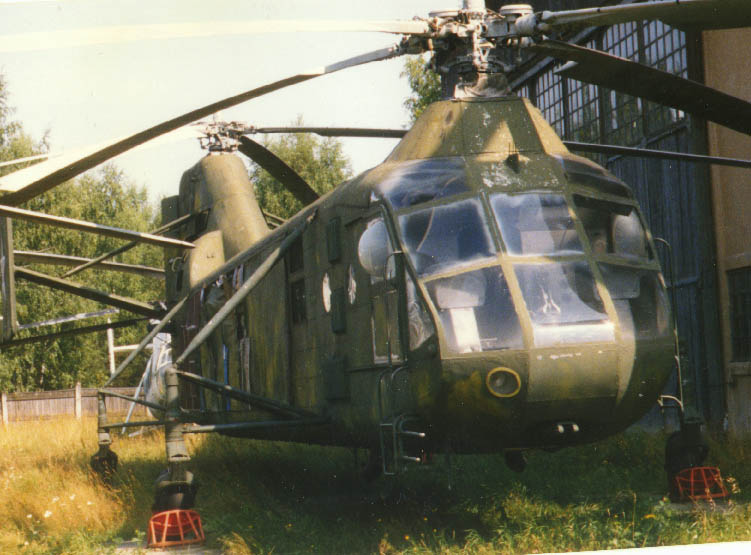
Jak-24 v muzeu v Moninu.

- Pohon: 2× motor Švecov AŠ-82V; 1250 kW každý
- Délka:[pozn. 1] 21,34 m
- Výška:[pozn. 2] 7,00 m
- Průměr rotorů: 21,00 m každý
- Prázdná hmotnost:[pozn. 3] 11 000 kg
- Maximální hmotnost: 16 830 kg

### Výkony
- Maximální rychlost: 180 km/h
- Dostup: 2700 m
- Dolet: 255 km